# Jerzy Giżycki (pisarz)
Jerzy Mikołaj Ordon-Giżycki (ur. 18 maja 1889 we Wróblowcach na Podolu, zm. 20 maja 1970 w Meksyku) – polski pisarz, dyplomata, podróżnik, działacz sportowy, publicysta i poszukiwacz przygód. Mąż agentki brytyjskiego SOE Krystyny Skarbek (1908–1952).

## Życiorys
Syn Kazimierza i Bronisławy z Jankiewiczów. Uczył się w gimnazjum w Żytomierzu. Ukończył studia socjologiczne i ekonomiczne. Tuż przed wybuchem I wojny światowej znalazł się w Stanach Zjednoczonych, gdzie poszukiwał przygód. Był kowbojem w Teksasie, poszukiwaczem złota w Kolorado, drwalem w Oregonie, a także kierowcą milionera i filantropa Johna Rockefellera.
Po zakończeniu I wojny światowej został w Ameryce, gdzie zaproponowano mu, ze względu na znajomość języka i licznych polityków amerykańskich, stanowisko sekretarza w poselstwie polskim w Waszyngtonie. W roku 1923 przerwał służbę dyplomatyczną i włączył się w prace nowo powstałego PKOl-u przygotowującego reprezentację kraju do pierwszej Olimpiady w historii polskiego sportu (w Paryżu w roku 1924).
W roku 1926 wziął udział w wyprawie do Afryki zachodniej zorganizowanej przez podróżnika, geografa i pisarza Ferdynanda Antoniego Ossendowskiego jako jego sekretarz i fotograf. Afryka go urzekła, nic więc dziwnego, że wracał tam jeszcze wielokrotnie, odwiedzając niemal wszystkie kraje. Napisał kilka książek o Afryce (np. Biali i czarni, 1934; Między morzem a pustynią, 1936) i Ameryce Północnej (Chleb i Chimera, 1935). W omawianej wyprawie wziął również udział – jako preparator zwierząt – Kamil Giżycki, podobnie jak Jerzy autor książek o Afryce. Przed wyprawą obaj przeszli kursy: fotografowania (Jerzy) i preparowania (Kamil), za co płacił Ossendowski. Giżyccy nie byli ze sobą spokrewnieni.
W roku 1931 poznał w Zakopanem Krystynę Skarbek, późniejszą agentkę wywiadu brytyjskiego, która właśnie została „Miss Nart”. Ich ślub odbył się w listopadzie 1938 r. w Warszawie. Krótko po ślubie wyjechali do Kenii, gdzie Giżycki oczekiwał na podjęcie pracy w polskiej ambasadzie w Addis Abebie, stolicy ogarniętej wojną z Włochami Abisynii.
Na wieść o wybuchu wojny przedostali się do Francji, gdzie doszło do separacji (małżeństwo okazało się nieudane). Ona wyjechała do Anglii, gdzie związała się z brytyjskim wywiadem, a on próbował dostać się do wojska. Ze względu na stan zdrowia nie został przyjęty. Próbował uzyskać pracę w amerykańskim Czerwonym Krzyżu, aż w końcu został zastępcą konsula generalnego RP w Londynie. Formalny rozwód z Krystyną miał miejsce w polskim konsulacie w Berlinie w sierpniu 1946.
Po wojnie wyjechał do Kanady, gdzie otrzymał posadę redaktora naczelnego gazety „Związkowiec” w Toronto. Pracował na tym stanowisku w latach 1948–1950, ale będąc postacią niezwykle kontrowersyjną zraził do siebie kanadyjską Polonię i musiał zrezygnować. W połowie lat 1950. wyjechał do Meksyku, gdzie zamieszkał w miejscowości Oaxaca. Tam też zmarł 20 maja 1970 roku.